# Yokosuka MXY9
Lo Yokosuka MXY9 Shuka (in giapponese 秋火, Fuoco d'autunno) era un progetto di aereo da addestramento eseguito dal Primo arsenale tecnico aeronavale di Yokosuka per conto della Marina imperiale giapponese ma mai giunto alla fase di prototipo.
Lo MXY9 Shuka fu lo sviluppo progettato dell'aliante MXY8, a cui sarebbe stato aggiunto un piccolo motoreattore, lo Tsu-11. L'aereo era inteso per addestrare i futuri piloti che avrebbero volato sull'intercettore a razzo Mitsubishi J8M.
Non ne venne costruito nessuno a causa della resa del Giappone alla fine della seconda guerra mondiale.